# Fleurier
Fleurier is een plaats en voormalige gemeente in het Zwitserse kanton Neuchâtel, en maakt deel uit van het district Val-de-Travers.
Fleurier telt 3632 inwoners.

## Geboren
- Édouard Bovet (1797-1849), horlogemaker
- Jules-Samuel Jequier (1835-1915), horlogemaker en oprichter van het horlogemerk Arcadia
- Charles-Édouard Guillaume (1861-1938), natuurkundige en Nobelprijswinnaar (1920)
- Léon Savary (1895-1968), Franstalig Zwitsers schrijver en journalist
- Daniel Bovet (1907-1992), Italiaans farmacoloog en Nobelprijswinnaar (1957)
- Robert Miles, pseudoniem van Roberto Concina (1969-2017), dj, producer, muzikant, componist

## Overleden
- Édouard Bovet (1797-1849), horlogemaker

- Gemeinsame Normdatei: 4340576-9
- Historisch woordenboek van Zwitserland: 002877
- Library of Congress Control Number: n91100791
- MusicBrainz: dca899ed-99a1-46a7-9dc2-e3a1410dac66
- Nationale Bibliotheek van Israël: 987007567760605171
- Virtual International Authority File: 126805937
- WorldCat: E39PBJyCBxhHkmGvDHBqgtTrbd